# Wissenschaftspreis: Forschung in Verantwortung
Der Wissenschaftspreis: Forschung in Verantwortung (bis 2018: Wissenschaftspreis: Gesellschaft braucht Wissenschaft) wird alle zwei Jahre auf Vorschlag der Leibniz-Gemeinschaft vom Stifterverband für die Deutsche Wissenschaft für herausragende Forschungsleistungen mit besonderer gesellschaftlicher Relevanz und guter Umsetzbarkeit verliehen. Er ist mit 50.000 Euro dotiert und wird auf der Jahrestagung der Leibniz-Gemeinschaft verliehen.

## Preisträger
- 2002 Eberhard Fuchs für Forschungen zu Spuren von Stress im Gehirn und der Klärung der Wirkungsweise von gängigen Medikamenten gegen Depressionen.
- 2003 Anna Wobus für Fortschritte auf dem Weg zur Behandlung von Diabetes mit Stammzellen.
- 2004 Carl Böhret als Begründer der Forschung zur Gesetzesfolgenabschätzung.
- 2006 Bernhard Holzapfel, Ludwig Schultz (Leibniz-Institut für Festkörper- und Werkstoffforschung in Dresden) für Forschungen zu Hochtemperatursupraleitern.
- 2008 Günther Rüdiger (Astrophysikalisches Institut Potsdam), Frank Stefani (Forschungszentrum Dresden-Rossendorf) für den erstmaligen experimentellen Nachweis von Magneto-Rotationsinstabilität.
- 2010 Eckhard Klieme (Deutsches Institut für Internationale Pädagogische Forschung) für Bildungsforschung.
- 2012 Lenhard Rudolph (Leibniz-Institut für Altersforschung – Fritz Lipmann Institut, FLI) für Forschungen zur molekularen Ursache des Alterns.
- 2014 Christoph Lange (Forschungszentrum Borstel – Leibniz-Zentrum für Medizin und Biowissenschaften, FBZ) für den Kampf gegen hochgradig Antibiotika-resistente Tuberkulose-Erreger.
- 2016 Christian Hartmann und dessen Projektteam am Institut für Zeitgeschichte München-Berlin für die historisch-kritische Ausgabe von Hitlers Mein Kampf. Cesar Muñoz-Fontela (Heinrich-Pette-Institut) für Forschungen zu einer effektiveren Ebola-Therapie.
- 2018 Thomas J. Jentsch vom Leibniz-Forschungsinstitut für Molekulare Pharmakologie für die Aufklärung mehrerer genetisch bedingter Krankheiten. Macartan Humphreys vom Wissenschaftszentrum Berlin für Sozialforschung für neue Ansätze der internationalen Entwicklungszusammenarbeit.
- 2020 Maria-Esther Vidal von der TIB ‑ Leibniz-Informationszentrum für Technik und Naturwissenschaften wird für ihre Arbeiten zum wissenschaftlichen Datenmanagement ausgezeichnet. Das Zusammenführen umfangreicher und heterogener Datensätze verspricht viele Ansätze für neue Behandlungsmethoden von Krankheiten.
- 2022 Jörg Overmann (Leibniz-Institut DSMZ) für seine wissenschaftlichen Leistungen auf dem Gebiet der mikrobiellen Diversität und für sein Engagement für die Biodiversitätsforschung.
- 2024 Robert Arlinghaus (Leibniz-Institut für Gewässerökologie und Binnenfischerei) für seine Arbeiten zu ökologischen, ökonomischen und gesellschaftlichen Aspekten der Freizeitfischerei im Binnenland. Lena Hipp (Wissenschaftszentrum Berlin für Sozialforschung) für ihre Forschung zu sozialen Ungleichheiten, die im Zusammenhang mit Geschlecht und Sorgeverpflichtungen entstehen.